# Торшанга
Торшанга (фр. Torchanga) — деревня в Чаде, расположенная на территории региона Борку. Входит в состав департамента Борку.

## География
Деревня находится в северной части Чада, в южной части Сахары, на высоте 255 метров над уровнем моря.
Торшанга расположен на расстоянии приблизительно 773 километров к северо-востоку от столицы страны Нджамены. Ближайшие населённые пункты: Таоланга, Со, Файя-Ларжо, Бесеме, Кеме, Куркур, Мордангай, Куфи, Керкереданга.
Климат деревни характеризуется как аридный жаркий (BWh в классификации климатов Кёппена).

## Транспорт
Ближайший аэропорт расположен в городе Файя-Ларжо.